# Rondibilis japonica
Rondibilis japonica là một loài bọ cánh cứng trong họ Cerambycidae.